# 聖約翰鎮區 (密蘇里州新馬德里縣)
聖約翰鎮區（英語：St. John Township）是位於美國密蘇里州新馬德里縣的一個行政鎮區。

## 地方資料
聖約翰鎮區的面積為166.11平方千米，當中陸地面積為141.46平方千米，而水域面積為24.65平方千米。根據2020年美國人口普查的數據，當地共有人口58人，而人口密度為每平方千米0.35人。